# Vé 49 euro
Vé 49 Euro (còn được gọi là Deutschlandticket) là vé hàng tháng cho phương tiện giao thông công cộng địa phương (xe bus, tàu điện, tàu vùng) có hiệu lực trên khắp nước Đức. Được giới thiệu vào ngày 1 tháng 5 năm 2023, chính phủ liên bang và tiểu bang Đức ban đầu sẽ tham gia tài trợ từ ngân sách nhà nước cho đến năm 2025. Chính phủ liên bang Đức sẽ trợ giá cho các công ty vận tải 1,5 tỷ euro mỗi năm để bù lỗ.

## Quy định

### Phạm vi
Vé Deutschlandticket có giá trị cho việc đi lại cho toa hạng hai trên tất cả các tàu vùng và tất cả loại hình giao thông công cộng địa phương ở Đức. Trong một số trường hợp, vé còn có giá trị cho các hành trình đến và đi từ các điểm đến xuyên biên giới ở nước ngoài. 

### Hiệu suất
Vé Deutschlandticket chỉ xài cho cá nhân và không bao gồm đi cùng với người thứ 2, vận chuyển xe đạp. Đối với nhân viên, phiên bản giảm giá được cung cấp dưới dạng vé làm việc với giá tối đa 34,30 euro mỗi tháng. Ở nhiều nơi, vé học kỳ dành cho sinh viên có thể được chuyển đổi thành loại vé như vậy bằng cách trả thêm phần chênh lệch so với giá vé Deutschlandticket (từ 12-15 Euro). 
Dự kiến năm 2024, vé 29 Euro (Deutschlandsemesterticket) sẽ được áp dụng với sinh viên tại các trường đại học. Nhầm hướng đến công bằng hơn cho đối tượng sinh viên, với giá trị rẻ hơn nhiều nhưng vẫn có giá trị như một vé 49 euro áp dụng cho đại đa số người dân.  

### Lưu hành
Vé chính thức mở bán vào ngày 3 tháng 4 năm 2023. Vé được bán qua các ứng dụng và trang web trên các thiết bị di động và thông qua văn phòng khách hàng của các hiệp hội vận tải. Vé có thể được lưu dưới dạng vé điện tử qua mã QR trên ứng dụng hoặc trên thẻ chip. Cũng có thể phát hành nó dưới dạng vé giấy. Thanh toán thường được thực hiện hàng tháng và có thể hủy bất cứ lúc nào mà không phải đền bù hay đóng thêm phí. Do đó, vé Deutschlandticket có thể được mua bởi bất kỳ ai có tài khoản ngân hàng được mở tại một quốc gia thành viên của Liên minh Châu Âu. Có thể thanh toán bằng thẻ tín dụng cũng như bằng PayPal, do đó khách du lịch ngoài châu Âu cũng có thể mua vé.

### Điều khoản và thời hạn
Vé có thể được mua hàng tháng. Vé có giá trị từ 0 giờ sáng ngày đầu tiên của tháng đến ngày đầu tiên của tháng tiếp theo. Khi mua cho tháng hiện tại, vé cũng có giá trị đến ngày đầu tiên của tháng dương lịch tiếp theo, bất kể thời gian mua hàng. 
Một số hiệp hội và công ty vận tải cung cấp dịch vụ nâng cấp trả phí cho các dịch vụ bổ sung. Ví dụ, chúng bao gồm việc sử dụng toa hạng nhất, đi thêm cùng người khác, vận chuyển xe đạp, hoặc giảm giá khi thuê xe đạp hoặc ô tô. 
Một số lượng lớn các tiểu bang và thành phố trợ cấp việc mua vé Deutschlandticket cho một số nhóm người nhất định, ví dụ như vé xã hội cho các thành viên của các hộ gia đình có thu nhập thấp, cũng như cho sinh viên, hoặc người lớn tuổi. Ngoài ra, Deutschlandticket còn được trợ cấp như một tấm vé việc làm cho công chức và nhân viên trong khu vực công.
Tiểu bang Baden-Württemberg đang có kế hoạch giảm giá Deutschlandticket thành 365 euro một năm. Quy định sẽ được áp dụng từ ngày 1 tháng 12 năm 2023 cho học sinh, sinh viên, thực tập sinh và tình nguyện viên đến 27 tuổi. 
Vào ngày 1 tháng 5 năm 2023 tại tiểu bang Saarland, sinh viên, thực tập sinh hoặc tình nguyện viên, cư trú tại Saarland chỉ phải đóng 30,40 euro – 18,60 euro còn lại do tiểu bang chi trả.